# Моррістаун (Теннессі)
Моррістаун (англ. Morristown) — місто (англ. city) в США, в округах Гемблен і Джефферсон штату Теннессі. Населення — 30 431 особа (2020).

## Географія
Моррістаун розташований за координатами 36°12′14″ пн. ш. 83°17′48″ зх. д. / 36.20389° пн. ш. 83.29667° зх. д. (36.203754, -83.296555).  За даними Бюро перепису населення США в 2010 році місто мало площу 72,40 км², з яких 72,27 км² — суходіл та 0,13 км² — водойми.

### Клімат
| Клімат : Моррістаун      | Клімат : Моррістаун | Клімат : Моррістаун | Клімат : Моррістаун | Клімат : Моррістаун | Клімат : Моррістаун | Клімат : Моррістаун | Клімат : Моррістаун | Клімат : Моррістаун | Клімат : Моррістаун | Клімат : Моррістаун | Клімат : Моррістаун | Клімат : Моррістаун | Клімат : Моррістаун |
| Показник                 | Січ.                | Лют.                | Бер.                | Квіт.               | Трав.               | Черв.               | Лип.                | Серп.               | Вер.                | Жовт.               | Лист.               | Груд.               | Рік                 |
| Абсолютний максимум, °C  | 25,0                | 23,9                | 30,0                | 33,3                | 33,9                | 38,9                | 39,4                | 38,9                | 39,4                | 32,8                | 28,9                | 25,0                | 39,4                |
| Середній максимум, °C    | 7,2                 | 10,0                | 15,6                | 20,0                | 23,9                | 27,8                | 29,4                | 29,4                | 26,1                | 20,6                | 14,4                | 8,9                 | 19,5                |
| Середня температура, °C  | 2,8                 | 5,0                 | 9,4                 | 13,9                | 18,3                | 22,8                | 24,4                | 23,9                | 20,6                | 15,0                | 8,9                 | 3,9                 | 14,1                |
| Середній мінімум, °C     | −2,2                | 0,0                 | 3,3                 | 8,3                 | 12,2                | 17,2                | 18,9                | 18,9                | 15,0                | 9,4                 | 3,9                 | −0,6                | 8,7                 |
| Абсолютний мінімум, °C   | −17,2               | −18,9               | −14,4               | −3,3                | 2,2                 | 6,1                 | 10,6                | 9,4                 | 2,8                 | −3,9                | −15                 | −15,6               | −18,9               |
| Норма опадів, мм         | 107                 | 99                  | 102                 | 102                 | 107                 | 94                  | 127                 | 89                  | 79                  | 56                  | 89                  | 102                 | 1125                |
| Вологість повітря, %     | 73                  | 69                  | 65                  | 62                  | 67                  | 70                  | 72                  | 72                  | 69                  | 70                  | 69                  | 72                  | 69                  |
| ------------------------ | ------------------- | ------------------- | ------------------- | ------------------- | ------------------- | ------------------- | ------------------- | ------------------- | ------------------- | ------------------- | ------------------- | ------------------- | ------------------- |
| Джерело: Weatherbase.com |                     |                     |                     |                     |                     |                     |                     |                     |                     |                     |                     |                     |                     |

## Демографія
Згідно з переписом 2010 року, у місті мешкало 29 137 осіб у 11 412 домогосподарствах у складі 7278 родин. Густота населення становила 402 особи/км².  Було 12705 помешкань (175/км²).
Расовий склад населення:
| - 77,2 % — білих - 6,7 % — чорних або афроамериканців - 0,9 % — азіатів - 0,5 % — корінних американців - 0,2 % — вихідців з тихоокеанських островів - 11,9 % — осіб інших рас |

До двох чи більше рас належало 2,7 %. Частка іспаномовних становила 19,7 % від усіх жителів.
За віковим діапазоном населення розподілялося таким чином: 24,8 % — особи молодші 18 років, 59,2 % — особи у віці 18—64 років, 16,0 % — особи у віці 65 років та старші. Медіана віку мешканця становила 36,2 року. На 100 осіб жіночої статі у місті припадало 91,9 чоловіків;  на 100 жінок у віці від 18 років та старших — 87,8 чоловіків також старших 18 років.
Середній дохід на одне домашнє господарство  становив 45 190 доларів США (медіана — 30 846), а середній дохід на одну сім'ю — 51 863 долари (медіана — 36 198). Медіана доходів становила 31 471 долар для чоловіків та 29 180 доларів для жінок. За межею бідності перебувало 28,9 % осіб, у тому числі 42,1 % дітей у віці до 18 років та 11,7 % осіб у віці 65 років та старших.
Цивільне працевлаштоване населення становило 11 145 осіб. Основні галузі зайнятості: виробництво — 24,7 %, освіта, охорона здоров'я та соціальна допомога — 19,3 %, роздрібна торгівля — 13,9 %, будівництво — 9,9 %.